# لی جون-هوان
لی جون-هوان (انگلیسی: Lee Jun-hwan؛ زادهٔ ۱۳ august ۱۹۷۷ (۴۷ سال)) ورزشکار اسکیت سرعت اهل کره جنوبی است.
وی در مسابقات کشوری و بین‌المللی در مجموع برندهٔ ۳ مدال طلا، ۴ مدال نقره، ۳ مدال برنز شده‌است.